# Ивашево (Рыбинский район)
Ивашево  — деревня Назаровского сельского округа Назаровского сельского поселения Рыбинского района Ярославской области .

## География
Деревня расположена в северо-западной части сельского поселения, непосредственно на северной окраине микрорайона Слип города Рыбинск. Она стоит на левом берегу текущего с востока на запад ручья Крутец перед его впадением в речку Селянка. На противоположном берегу Крутца, к северу, немного дальше от города стоит деревня Селишко, а выше по течению, к востоку, на противоположном правом берегу, деревня Ермолино .

## Население
| 2007 | 2010 |
| ---- | ---- |
| 29   | ↘26  |

## Инфраструктура
Городское почтовое отделение Рыбинск-6 обслуживает в деревне 31 дом .